# Lichenosticta
Lichenosticta is een geslacht van korstmossen dat behoort tot onderstam Pezizomycotina. De orde en familie zijn nog niet eenduidig vastgelegd (incertae sedis). De typesoort is Lichenosticta podetiicola.

## Soorten
Volgens Index Fungorum bevat het geslacht vijf soorten (peildatum maart 2023):
| Soortnaam                  | Auteur(s)                 | Publicatiejaar |
| -------------------------- | ------------------------- | -------------- |
| Lichenosticta alcicornaria | (Linds.) D. Hawksw.       | 1980           |
| Lichenosticta dombrovskae  | Zhurb.                    | 2010           |
| Lichenosticta hoegnabbae   | Zhurb. & Pino-Bodas       | 2015           |
| Lichenosticta jurgae       | Kukwa & Flakus            | 2012           |
| Lichenosticta lecanorae    | (Vouaux) Brackel & Zhurb. | 2015           |